# Dschabal Ferwaʿ
Der Dschabal Ferwaʿ (3001,8 m; arabisch جبل فرواع, DMG Ǧabal Farwāʿ) ist ein Berg in Saudi-Arabien. Er wird oft als zweithöchster Berg des Landes angesehen, nach neueren Messungen ist es jedoch wahrscheinlich der höchste Berg Saudi-Arabiens.
Der Dschabal Ferwaʿ liegt im Südwesten Saudi-Arabiens, etwa 70 km südöstlich der Großstadt Chamis Muschait im Asir-Gebirge, das sich im gesamten Südwesten Saudi-Arabiens entlang der Küste des Roten Meeres erstreckt. Geologisch handelt es sich dabei um die Riftschulter des Grabenbruchs des Roten Meeres.
Durch GPS-Messungen mit Kalibrierung über Basisstationen wurde 2018 für den Dschabal Ferwaʿ eine Höhe von 3001,8 m ermittelt, während die Höhe des Dschabal Sauda, der oft als höchster Berg Saudi-Arabiens genannt wird, nur 2998,7 m ergab. In älteren Quellen werden für beide Berge oft größere Höhen angegeben.